# Zdeněk Zelenka
Zdeněk Zelenka, né le 15 décembre 1954 à Prague, est un réalisateur et scénariste tchèque,.

## Biographie
Zdeněk Zelenka étudie la réalisation à l'Académie du cinéma de Prague de 1976 à 1981, sous la direction de Jiří Sequens. Jusqu'en 1991, il travaille en tant qu'assistant réalisateur, puis, comme réalisateur aux studios Barrandov. Après la privatisation du studio en 1991, il travaille en tant qu'indépendant pour le cinéma, la télévision et le théâtre.  
Depuis 1991, il collabore fréquemment avec la télévision tchèque, écrivant plus de cinquante scénarios et réalisant plus de soixante-dix films, séries et documentaires. 
Il est spécialisé dans les adaptations de classiques (L'Avare, La Puce à l'oreille, Kean, La Visite de la vieille dame).
L'œuvre abondante de Zelenka comprend des romans policiers notamment le cycle Les Enquêtes de Kveta (Ach, ty vraždy! 2010), dans lequel le rôle d'une retraitée aidant à l'enquête est joué par Jiřina Bohdalová.
Sa comédie musicale Golem est adaptée le 23 novembre 2006 au nouveau théâtre Hybernia, avec une musique de Karel Svoboda et des paroles de Lou Fanánek Hagen.
En 2021, il écrit une nouvelle version de la comédie musicale Rebels adaptée au théâtre musical de Karlín.
En 2014, il traduit le scénario de sa comédie The Bankrupts en livre.
En 2017, son film Každý milion dobrý est sélectionné en compétition au Festival international du film de San Francisco.
En septembre 2021, sa comédie musicale originale Heavenly Love inspirée des succès de Waldemar Matuška, est adaptée au Broadway Theatre. Il a également écrit un livret entièrement nouveau pour la comédie musicale Rebels pour le Karlín Music Theatre en octobre 2022.

## Filmographie
cinéma
- 1985 : Čarovné dědictví, 78 min
- 1986 : Jsi falešný hráč
- 1990 : Freonový duch
- 1990 : Radostný život posmrtný
- 1991 : Tedaldo a Elisa
- 1991 : Zálety koňského handlíře,
- 1991 : Oko za oko,
- 1991 : Láska zlatnice Leonetty
- 1991 : Lorna a Ted
- 1992 : Královský život otroka
- 1992 : Šplhající profesor, d'après L'Homme qui grimpait de Arthur Conan Doyle
- 1992 : Dva z nás
- 1992 : Marek, Žofka a já, documentaire
- 1992 : Hugo, já a múzy, documentaire
- 1992 : Moje malé starosti, documentaire
- 1993 : Nesmrtelná teta
- 1994 : Elegantní řešení
- 1994 : Báječný víkend
- 1994 : Poslední slovo
- 1994 : Válka barev

télévision
- 1991 : Svědkyně, 56 min
- 1995 : Generálka Jeho Veličenstva
- 1995 : Kean d'après la pièce d'Alexandre Dumas
- 1995 : Azrael, anděl smrti
- 1996 : Bohatství slečny Kronkiové
- 1997 : Polední žár, adaptation du roman policier de Patrick Quentin
- 1997 : Arrowsmith, adapté du roman éponyme de Sinclair Lewis
- 1997 : RumplCimprCampr
- 1998 : Štěstí pana kameramana, documentaire consacré à Vladimír Opletal
- 1999 : Velký případ
- 1999 : Paní Piperová zasahuje
- 1999 : Návštěva staré dámy, adaptation de l'oeuvre de Friedrich Dürrenmatt
- 1999 : Isabela, vévodkyně bourbonská
- 2000 : Karlínská balada
- 2001 : Vladimír Körner, svědek umírajícího času
- 2001 : Manželka Ronalda Sheldona
- 2001 : Un mari idéal (Ideální manžel), adaptation de l'oeuvre d'Oscar Wilde
- 2002 : L'Avare (Lakomec), adaptation de l'oeuvre de Molière
- 2002 : Manzelka Ronalda Sheldona d'après le roman de Patrick Quentin
- 2003 : Stín viny d'après le roman L'Homme à femmes de Patrick Quentin
- 2003 : Bankrotáři
- 2003 : Falešné obvinění
- 2004 : Poklad na Sovím hrádku
- 2004 : Černá karta
- 2004 : Milovníci a Loupežníci
- 2005 : Boháč a chudák
- 2005 : Václav Vorlíček, král pohádek a komedií, documentaire sur Václav Vorlíček
- 2005 : Jako když tiskne
- 2005 : Slečna Guru
- 2006 : Zločin v lázních
- 2006 : O Šípkové Růžence
- 2007 : Hodina klavíru
- 2008 : Martin Frič, documentaire réalisé à l'occasion du 40e anniversaire de la mort de Martin Frič
- 2008 : Kanadská noc
- 2008 : Kouzla králů
- 2009 : Herci Jiřího Hubače, documentaire
- 2009 : Zabijáci doktorky Kalendové
- 2009 : Hřích profesora Sodomky
- 2009 : Tajná mise docentky Rybkové
- 2010 : Smrt lobbisty Mansdorfa
- 2010 : Vražda poštovní doručovatelky
- 2010 : Les Enquêtes de Kveta (Ach, ty vraždy!), série policière[4]
- 2011 : Archiv Felixe Burgeta
- 2011 : Proces doktorky Kalendové
- 2011 : Tajemství Jiřiny Bohdalové, documentaire
- 2012 : Zrcadlo tvého života
- 2018 : Duch nad zlato
- 2018 : Kouzelník Žito
- 2023 : Lásky Petra Štěpánka, documentaire